# Backhouse
Backhouse ist ein englischer Familienname.

## Namensträger
- Claire Backhouse (* um 1955), kanadische Badmintonspielerin
- Edmund Backhouse (1873–1944), britischer Orientwissenschaftler und Linguist
- Gerald Backhouse (1912–1941), australischer Leichtathlet
- Gillian Backhouse (* 1991), australische Triathletin
- James Backhouse (1794–1869), Botaniker und Missionar in Australien
- Janet Backhouse (1938–2004), britische Bibliothekskuratorin und Kunsthistorikerin
- Robert Backhouse (1854–1940), britischer Bogenschütze
- Roger Backhouse (1878–1939), britischer Flottenadmiral
- Roger Backhouse (Ökonom) (* 1951), britischer Ökonom
- William Backhouse (1593–1662), britischer Alchemist